# Frederick Howard, 5:e earl av Carlisle

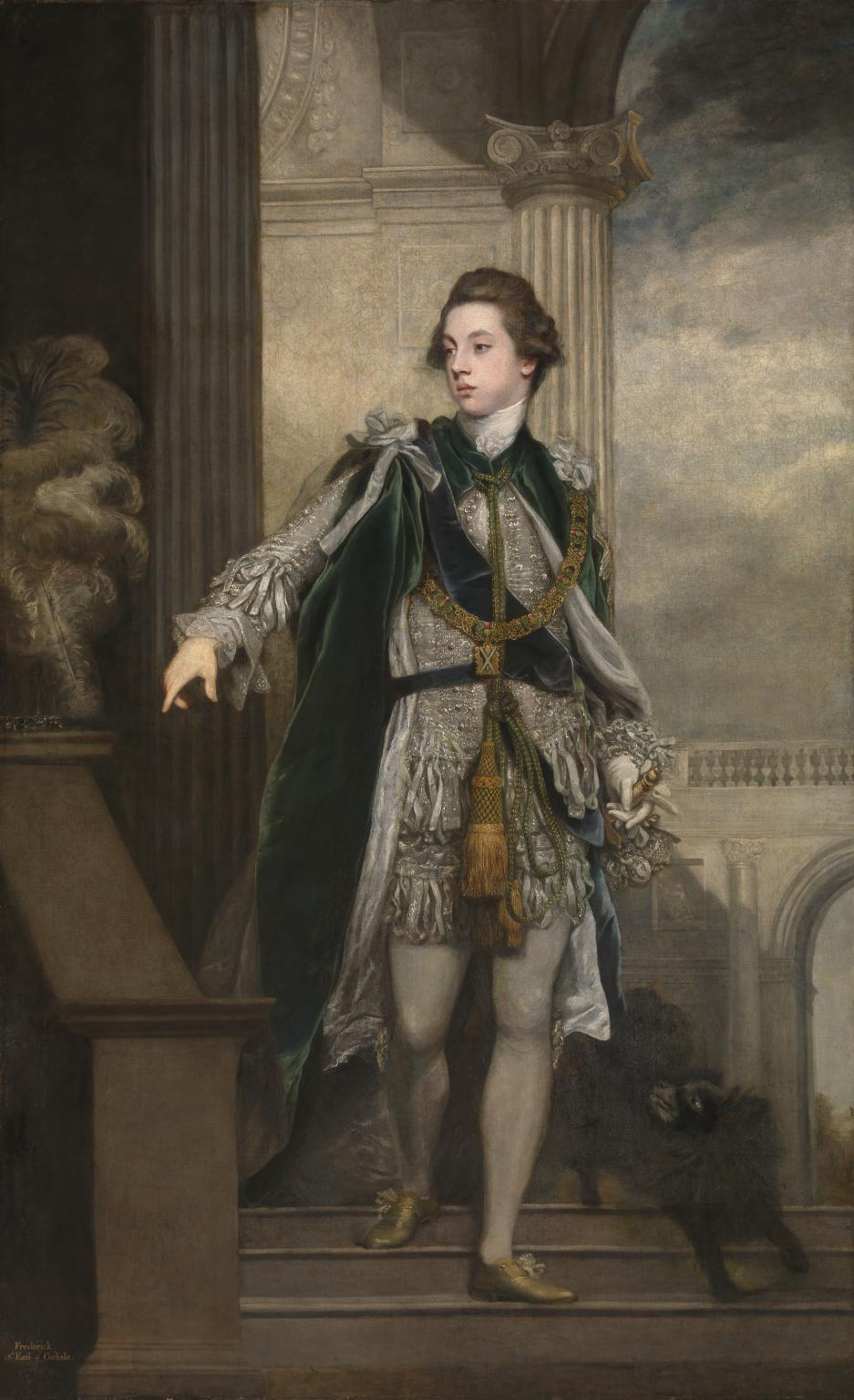
Frederick Howard, 5:e earl av Carlisle. Porträtt av Joshua Reynolds.

Frederick Howard, 5:e earl av Carlisle, född 28 maj 1748, död 4 september 1825 på Castle Howard, var en brittisk politiker. 
Frederick Howard blev medlem av Privy Council 1777. Han var också lordlöjtnant på Irland 1780–1782. Han utnämndes till riddare av Strumpebandsorden 1793 av Georg III av England.
Han var son till Henry Howard, 4:e earl av Carlisle. Han gifte sig 1770 med Lady Margaret Caroline Leveson-Gower (1753–1824), dotter till Sir Granville Leveson-Gower, 1:e markis av Stafford.

## Barn
- Lady Isabella Caroline Howard (1771–1848), gift med John Campbell, 1:e baron av Cawdor (1753–1821)
- George Howard, 6:e earl av Carlisle (1773–1848), gift med Lady Georgiana Dorothy Cavendish (1783–1858)
- Lady Elizabeth Howard (1780–1825), gift med John Henry Manners, 5:e hertig av Rutland
- William Howard (1781–1843)
- Frederick Howard, major (1785–1815, dog i slaget vid Waterloo), gift med Frances Susan Lambton (d. 1840)
- Henry Edward John Howard (1795–1868), gift med Henrietta Elizabeth Wright (d. 1892)